# Ant & Dec

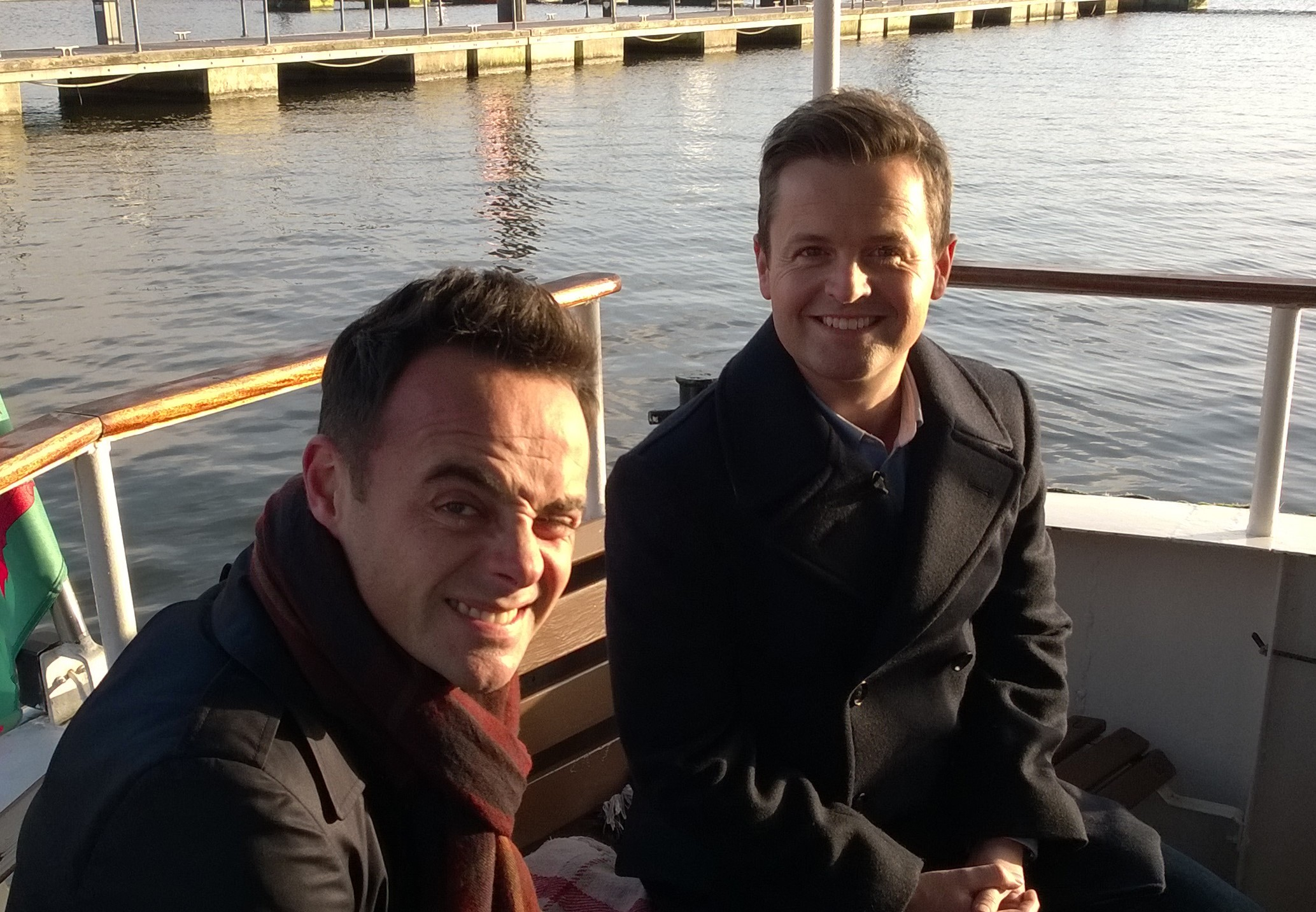
Anthony "Ant" McPartlin & Declan "Dec" Donnelly, 2014

Ant & Dec är en brittisk komiker- och programledarduo som består av Anthony David "Ant" McPartlin född 18 november 1975 i Newcastle upon Tyne och Declan Joseph Oliver "Dec" Donnelly född 25 september 1975 i Newcastle upon Tyne.
De lärde känna varandra 1989 när de arbetade med barnserien Byker Grove. Duon har bland annat varit programledare för Pop Idol och Britain's Got Talent.